# Ma Alalta
Le Ma Alalta est un volcan d'Éthiopie.